# Europese kampioenschappen kunstschaatsen 1990
De Europese Kampioenschappen kunstschaatsen zijn wedstrijden die samen een jaarlijks terugkerend evenement vormen, georganiseerd door de Internationale Schaatsunie (ISU).
De kampioenschappen van 1990 vonden plaats van 30 januari tot en met 4 februari in Leningrad. Het was na het EK van 1970 de tweede keer dat de kampioenschappen in Leningrad plaatsvonden. In 1911 vond het EK voor de mannen in toen nog Sint-Petersburg, in het Keizerrijk Rusland hier ook plaats. Het was de derde keer dat de EK kampioenschappen in de Sovjet-Unie plaatsvonden, het EK van 1965 vond plaats in Moskou.
Voor de mannen was het de 82e editie, voor de vrouwen en paren was het de 54e editie en voor de ijsdansers de 37e editie.

## Historie
De Duitse en Oostenrijkse schaatsbond, verenigd in de "Deutscher und Österreichischer Eislaufverband", organiseerden zowel het eerste EK Schaatsen voor mannen als het eerste EK Kunstschaatsen voor mannen in 1891 in Hamburg, in toen nog het Duitse Keizerrijk, nog voor het ISU in 1892 werd opgericht. De internationale schaatsbond nam in 1892 de organisatie van het EK kunstschaatsen over. In 1895 werd besloten voortaan het WK kunstschaatsen te organiseren en kwam het EK te vervallen. In 1898, na twee jaar onderbreking, vond toch weer een herstart plaats van het EK kunstschaatsen.
De vrouwen en paren zouden vanaf 1930 jaarlijks om de Europese titel strijden. De ijsdansers streden vanaf 1954 om de Europese titel in het kunstschaatsen.

## Deelname
Er namen deelnemers uit een recordaantal van 21 landen deel aan deze kampioenschappen. Zij vulden het recordaantal van 90 startplaatsen in de vier disciplines in.
Voor België debuteerde Alexandre Geers in het mannentoernooi en nam Sandrine Goes voor de tweede keer deel in het vrouwentoernooi. Voor Nederland debuteerden Alcuin Schulten (in het mannentoernooi), Astrid Winkelman (in het vrouwentoernooi) en het paar Joanne van Leeuwen / Eerde van Leeuwen (bij het ijsdansen) op het EK Kunstschaatsen.
(Tussen haakjes het totaal aantal startplaatsen over de disciplines.)
| Sovjet-Unie (11) West-Duitsland (9) Verenigd Koninkrijk (7) Tsjecho-Slowakije (7) Frankrijk (6) Italië (5) | Duitse Democratische Republiek (5) Polen (5) Hongarije (4) Zwitserland (4) Bulgarije (3) | Denemarken (3) Finland (3) Nederland (3) Oostenrijk (3) Zweden (3) | België (2) Joegoslavië (2) Noorwegen (1) Spanje (2) Roemenië (1) |

## Medaille verdeling
Bij de mannen werd Viktor Petrenko de 34e Europees kampioen en, na Vladimir Kovalev (1975), Igor Bobrin (1981) en Alexander Fadeev (1984, 1987-1989) de vierde kampioen uit de Sovjet-Unie. Het was zijn derde medaille, in 1987 en 1988 werd hij derde. De nummer twee, de Tsjechoslowaak Petr Barna, veroverde zijn tweede medaille, in 1989 werd hij derde. Viacheslav Zagorodniuk op plaats drie stond voor de eerste keer op het erepodium.
Bij de vrouwen werd Evelyn Grossmann de 25e Europees kampioene en de vijfde Oost-Duitse vrouw, na Gabriele Seyfert (1967, 1970), Christine Errath (1973-1975), Anett Pötzsch (1977-1980) en Katarina Witt (1983-1988) die deze titel veroverde. Het was haar eerste podium plaats. Voor Natalia Lebedeva op plaats twee was het haar tweede medaille, in 1989 werd ze ook tweede. Voor Marina Kielmann op plaats drie was het haar eerste medaille bij de EK Kunstschaatsen.
Voor de zevende keer stond er bij het paarrijden drie duo uit één natie op het erepodium. Voor de zevende keer, na 1969, 1971, 1977, 1980, 1985 en 1986, waren dit ook paren uit de Sovjet-Unie. Jekaterina Gordejeva / Sergej Grinkov veroverden voor de tweede keer de Europese titel, in 1988 werden ze voor de eerste keer kampioen. Het was hun derde medaille, in 1986 werden ze tweede. De Europese kampioenen van 1987 en 1989, Larisa Seleznova / Oleg Makarov op plaats twee behaalden hun vijfde medaille, in 1985 en 1986 werden ze ook tweede. Het paar op plaats drie, Natalia Mishkutenok / Artur Dmitriev, behaalden hun tweede medaille, ook in 1989 stonden ze op de derde plaats.
Bij het ijsdansen prolongeerden Marina Klimova / Sergei Ponomarenko de Europese titel. Het was hun zesde medaille, van 1985-1987 werden ze tweede en in 1984 derde. Hun landgenoten, het paar Maya Usova / Alexander Zhulin op plaats twee, stonden voor de tweede keer op het erepodium, ook in 1989 werden ze tweede. Het Franse paar Isabelle Duchesnay / Paul Duchesnay op plaats drie stond ook voor de tweede keer op het erepodium, in 1988 werden ze ook derde.
| Discipline | Goud                                  | Zilver                          | Brons                                |
| ---------- | ------------------------------------- | ------------------------------- | ------------------------------------ |
| Mannen     | Viktor Petrenko                       | Petr Barna                      | Viacheslav Zagorodniuk               |
| Vrouwen    | Evelyn Grossmann                      | Natalia Lebedeva                | Marina Kielmann                      |
| Paren      | Jekaterina Gordejeva / Sergej Grinkov | Larisa Seleznova / Oleg Makarov | Natalia Mishkutenok / Artur Dmitriev |
| IJsdansen  | Marina Klimova / Sergei Ponomarenko   | Maya Usova / Alexander Zhulin   | Isabelle Duchesnay / Paul Duchesnay  |

## Uitslagen
| #                      | naam (deelname)            | land                                    | pc |
| ---------------------- | -------------------------- | --------------------------------------- | -- |
| Goud                   | Viktor Petrenko (5)        | Vlag van Sovjet-Unie                    |    |
| Zilver                 | Petr Barna (8)             | Vlag van Tsjechië                       |    |
| Brons                  | Viacheslav Zagorodniuk (2) | Vlag van Sovjet-Unie                    |    |
| 4                      | Grzegorz Filipowski (10)   | Vlag van Polen                          |    |
| 5                      | Richard Zander (6)         | Vlag van Duitsland                      |    |
| 6                      | Oliver Honer (7)           | Vlag van Zwitserland                    |    |
| 7                      | Daniel Weiss (2)           | Vlag van Duitsland                      |    |
| 8                      | Philippe Candeloro         | Vlag van Frankrijk                      |    |
| 9                      | Ralph Burghart (5)         | Vlag van Oostenrijk                     |    |
| 10                     | Peter Johansson (5)        | Vlag van Zweden                         |    |
| 11                     | Ronny Winkler (2)          | Vlag van Duitse Democratische Republiek |    |
| 12                     | Cornel Gheorge (2)         | Vlag van Roemenië                       |    |
| 13                     | Alessandro Riccitelli (6)  | Vlag van Italië                         |    |
| 14                     | Henrik Walentin (2)        | Vlag van Denemarken                     |    |
| 15                     | Steven Cousins             | Vlag van Verenigd Koninkrijk            |    |
| 16                     | Lars Dresler (6)           | Vlag van Denemarken                     |    |
| 17                     | Oula Jaaskelainen (6)      | Vlag van Finland                        |    |
| 18                     | Alcuin Schulten            | Vlag van Nederland                      |    |
| 19                     | Eric Millot (2)            | Vlag van Frankrijk                      |    |
| 20                     | Tomislav Cizmesija (5)     | Vlag van Joegoslavië (1943-1992)        |    |
| Vrije kür niet bereikt |                            |                                         |    |
| 21                     | Pavel Vanco                | Vlag van Tsjechië                       |    |
| 22                     | Andras Szaraz (8)          | Vlag van Hongarije                      |    |
| 23                     | Massimo Salvade            | Vlag van Italië                         |    |
| 24                     | Emanuele Ancorini          | Vlag van Zweden                         |    |
| 25                     | Alexandre Geers            | Vlag van België                         |    |
| 26                     | Jan Erik Digernes (2)      | Vlag van Noorwegen                      |    |
| 27                     | Alexander Mladenov         | Vlag van Bulgarije (1971-1990)          |    |

| #                      | naam (deelname)           | land                                    | pc     |
| ---------------------- | ------------------------- | --------------------------------------- | ------ |
| Goud                   | Evelyn Grossman (2)       | Vlag van Duitse Democratische Republiek |        |
| Zilver                 | Natalia Lebedeva (4)      | Vlag van Sovjet-Unie                    |        |
| Brons                  | Marina Kielmann (2)       | Vlag van Duitsland                      |        |
| 4                      | Surya Bonaly (2)          | Vlag van Frankrijk                      |        |
| 5                      | Patricia Neske (3)        | Vlag van Duitsland                      |        |
| 6                      | Tanja Krienke             | Vlag van Duitse Democratische Republiek |        |
| 7                      | Natalia Skrabnevskaia (2) | Vlag van Sovjet-Unie                    |        |
| 8                      | Tamara Teglassy (7)       | Vlag van Hongarije                      |        |
| 9                      | Carola Wolf               | Vlag van Duitsland                      |        |
| 10                     | Larisa Zamotina           | Vlag van Sovjet-Unie                    |        |
| 11                     | Helene Persson (3)        | Vlag van Zweden                         |        |
| 12                     | Beatrice Gelmini (5)      | Vlag van Italië                         |        |
| 13                     | Zeljka Cismesija (5)      | Vlag van Joegoslavië (1943-1992)        |        |
| 14                     | Laetitia Hubert           | Vlag van Frankrijk                      |        |
| 15                     | Emma Murdoch              | Vlag van Verenigd Koninkrijk            |        |
| 16                     | Yvonne Pokorny (4)        | Vlag van Oostenrijk                     |        |
| 17                     | Lenka Kulovana            | Vlag van Tsjechië                       |        |
| 18                     | Maria Fuglsang            | Vlag van Denemarken                     |        |
| 19                     | Michele Claret            | Vlag van Zwitserland                    |        |
| 20                     | Astrid Winkelman          | Vlag van Nederland                      |        |
| Vrije kür niet bereikt |                           |                                         |        |
| 21                     | Meri Karvosenoja          | Vlag van Finland                        |        |
| 22                     | Sandrine Goes (2)         | Vlag van België                         |        |
| 23                     | Andrea Law                | Vlag van Verenigd Koninkrijk            |        |
| 24                     | Anita Thorenfeldt (5)     | Vlag van Noorwegen                      |        |
| 25                     | Milena Marinovish         | Vlag van Bulgarije (1971-1990)          |        |
| 26                     | Beata Zielinska           | Vlag van Polen                          |        |
| 27                     | Cristina Perex            | Vlag van Spanje                         |        |
| -                      | Laia Papell               | Vlag van Spanje                         | t.z.t. |

| #      | naam (deelname)                             | land                                    | pc |
| ------ | ------------------------------------------- | --------------------------------------- | -- |
| Goud   | Jekaterina Gordejeva (4) Sergej Grinkov (4) | Vlag van Sovjet-Unie                    |    |
| Zilver | Larisa Seleznova (6) Oleg Makarov (6)       | Vlag van Sovjet-Unie                    |    |
| Brons  | Natalia Mishkutenok (3) Artur Dmitriev (3)  | Vlag van Sovjet-Unie                    |    |
| 4      | Peggy Schwarz (2) Alexander König (3)       | Vlag van Duitse Democratische Republiek |    |
| 5      | Anuschka Glaser (3) Stefan Pfengle (4)      | Vlag van Duitsland                      |    |
| 6      | Radka Kavarikova Rene Novotny (6)           | Vlag van Tsjechië                       |    |
| 7      | Ines Müller Ingo Steuer (3)                 | Vlag van Duitse Democratische Republiek |    |
| 8      | Cheryl Peake (5) Andrew Naylor (5)          | Vlag van Verenigd Koninkrijk            |    |
| 9      | Catherine Barker Michael Aldred             | Vlag van Verenigd Koninkrijk            |    |
| 10     | Henriette Wörner Andreas Sigurdsson         | Vlag van Duitsland                      |    |
| 11     | Katarzyna Glowacka Krzysztof Korcarz        | Vlag van Polen                          |    |
| 12     | Saskia Bourgeois Guy Bourgeois              | Vlag van Zwitserland                    |    |
| 13     | Svetlana Dragaeva Karel Kova                | Vlag van Tsjechië                       |    |

| #                      | naam (deelname)                             | land                           | pc |
| ---------------------- | ------------------------------------------- | ------------------------------ | -- |
| Goud                   | Marina Klimova (7) Sergei Ponomarenko (7)   | Vlag van Sovjet-Unie           |    |
| Zilver                 | Maya Usova (3) Alexander Zhulin (3)         | Vlag van Sovjet-Unie           |    |
| Brons                  | Isabelle Duchesnay (4) Paul Duchesnay ()    | Vlag van Frankrijk             |    |
| 4                      | Klara Engi (7) Attila Toth (7)              | Vlag van Hongarije             |    |
| 5                      | Oksana Gritshuk Jevgeni Platov              | Vlag van Sovjet-Unie           |    |
| 6                      | Dominque Yvon (2) Frederic Palluel (2)      | Vlag van Frankrijk             |    |
| 7                      | Susanna Rahkamo (5) Petri Kokko (5)         | Vlag van Finland               |    |
| 8                      | Anna Croci (2) Luca Mantovani (2)           | Vlag van Italië                |    |
| 9                      | Ivana Strondalova Milan Brzy                | Vlag van Tsjechië              |    |
| 10                     | Malgorzata Grajczr (2) Andrzej Dostatni (4) | Vlag van Polen                 |    |
| 11                     | Monika Mandikova Oliver Pekar               | Vlag van Tsjechië              | 1  |
| 12                     | Lynn Burton Andrew Place                    | Vlag van Verenigd Koninkrijk   |    |
| 13                     | Krisztina Kerekes (2) Gabor Kolecsanszky    | Vlag van Hongarije             |    |
| 14                     | Ann Hall Jason Blomfield                    | Vlag van Verenigd Koninkrijk   |    |
| 15                     | Petra Zietemann Frank Ladd-Oshiro           | Vlag van Duitsland             |    |
| 16                     | Saskia Stahler Sven Authorsen               | Vlag van Duitsland             |    |
| 17                     | Diane Gerencser (2) Bernard Columberg (2)   | Vlag van Zwitserland           |    |
| 18                     | Michela Cesaro Carlo Soave                  | Vlag van Italië                |    |
| 19                     | Petia Gavazova (3) Nikolai Tonev            | Vlag van Bulgarije (1971-1990) |    |
| 20                     | Katarzyna Duigoszewska Andrzej Szaszor      | Vlag van Polen                 |    |
| Vrije kür niet bereikt |                                             |                                |    |
| 21                     | Monika Muksch Nernd Hätzl                   | Vlag van Oostenrijk            |    |
| 22                     | Joanne van Leeuwen Eerde van Leeuwen        | Vlag van Nederland             |    |

Medaillewinnaars

Mannen · 
Vrouwen ·
Paren · 
IJsdansen

Toernooi

1891 · 
1892 · 
1893 · 
1894 · 
1895 · 
1896-1897 · 
1898 · 
1899 · 
1900 · 
1901 · 
1902-1903 · 
1904 · 
1905 · 
1906 · 
1907 · 
1908 · 
1909 · 
1910 · 
1911 · 
1912 · 
1913 · 
1914 · 
1915-1921 · 
1922 · 
1923 · 
1924 · 
1925 · 
1926 · 
1927 · 
1928 · 
1929 · 
1930 · 
1931 · 
1932 · 
1933 · 
1934 · 
1935 · 
1936 · 
1937 · 
1938 · 
1939 ·
1940-1946 · 
1947 · 
1948 · 
1949 · 
1950 · 
1951 · 
1952 · 
1953 · 
1954 · 
1955 · 
1956 · 
1957 · 
1958 · 
1959 · 
1960 · 
1961 · 
1962 · 
1963 · 
1964 · 
1965 · 
1966 · 
1967 · 
1968 · 
1969 · 
1970 · 
1971 · 
1972 · 
1973 · 
1974 · 
1975 · 
1976 · 
1977 · 
1978 · 
1979 · 
1980 · 
1981 · 
1982 · 
1983 · 
1984 · 
1985 · 
1986 · 
1987 · 
1988 · 
1989 · 
1990 · 
1991 · 
1992 · 
1993 · 
1994 · 
1995 ·
1996 · 
1997 · 
1998 · 
1999 · 
2000 · 
2001 · 
2002 · 
2003 · 
2004 · 
2005 · 
2006 ·
2007 ·
2008 ·
2009 ·
2010 ·
2011 ·
2012 ·
2013 ·
2014 ·
2015 ·
2016 ·
2017 ·
2018 ·
2019 ·
2020 ·
2021 · 
2022 · 
2023 · 
2024 · 
2025

WK kunstschaatsen ·
WK kunstschaatsen junioren ·
Viercontinentenkampioenschap ·
Olympische Spelen